# سامسونج إس 5560
سامسونج إس 5560 (بالإنجليزية: Samsung S5560)‏ هو هاتف محمول من سامسونج للاتصالات.

## الخصائص
- الشاشة: شاشة لمس 240 × 400
- الوزن: 95.3 غرام
- الذاكرة: 78 ميجابايت
- التخزين: 78 ميجابايت